# دیمیترو آناتولی اوویچ اوسادسکی
دیمیترو آناتولی اوویچ اوسادسکی (اوکراینی: Дмитро Анатолійович Осадчий؛ زادهٔ ۲۰ مارس ۱۹۹۲) بازیکن فوتبال اهل اوکراین است.
از باشگاه‌هایی که در آن بازی کرده‌است می‌توان به باشگاه فوتبال متالورگ زاپروژیا اشاره کرد.
وی همچنین در تیم ملی فوتبال Ukraine-16 بازی کرده‌است.